# Willian Lima
Willian de Sousa e Lima (ur. 31 stycznia 2000 w Mogi das Cruzes) – brazylijski judoka, wicemistrz olimpijski z Paryża (2024).

## Życiorys
W 2024 roku wziął udział w Letnich Igrzyskach Olimpijskich w Paryżu, gdzie w rywalizacji judoków do 66 kilogramów zdobył srebrny medal, przegrywając w finale z Hifumi Abe. W konkursie drużyn mieszanych zdobył brązowy medal.
Kilkukrotnie stawał na podium zawodów rangi Grand Slam.